# Demokratische Juristinnen und Juristen der Schweiz
Die Demokratischen Juristinnen und Juristen (DJS, französisch Juristes Démocrates de Suisse, italienisch Guristi e Guriste Democratici Svizzeri) sind ein Verein von linken Juristen in der Schweiz. Der Verein wurde am 11. November 1978 als Zusammenschluss der bestehenden Vereinigungen in den Regionen Basel, Bern, Genf, Waadt und Zürich gegründet. Später kamen die Sektionen Neuchâtel (1984) sowie Luzern (1993) hinzu. Der Verein setzt sich insbesondere für die Stärkung und Erhaltung des Rechtsstaates und der Grundrechte ein. Er ist Mitglied der EJDM und Mitherausgeber der juristischen Fachzeitschrift plädoyer.
Die DJS beteiligen sich regelmässig am politischen Geschehen auf Bundesebene und in den Kantonen, insbesondere durch Lobbying und Vernehmlassungen. Die Zürcher Kantonalsektion erreichte im September 2009 vor Bundesgericht die Aufhebung bzw. Modifikation einzelner Bestimmungen des Zürcher Polizeigesetzes.